# Cryptorhopalum jantaricum
Cryptorhopalum jantaricum là một loài bọ cánh cứng trong họ Dermestidae. Loài này được Háva & Prokop miêu tả khoa học năm 2004.